# Groepsverkrachting in Delhi in 2012

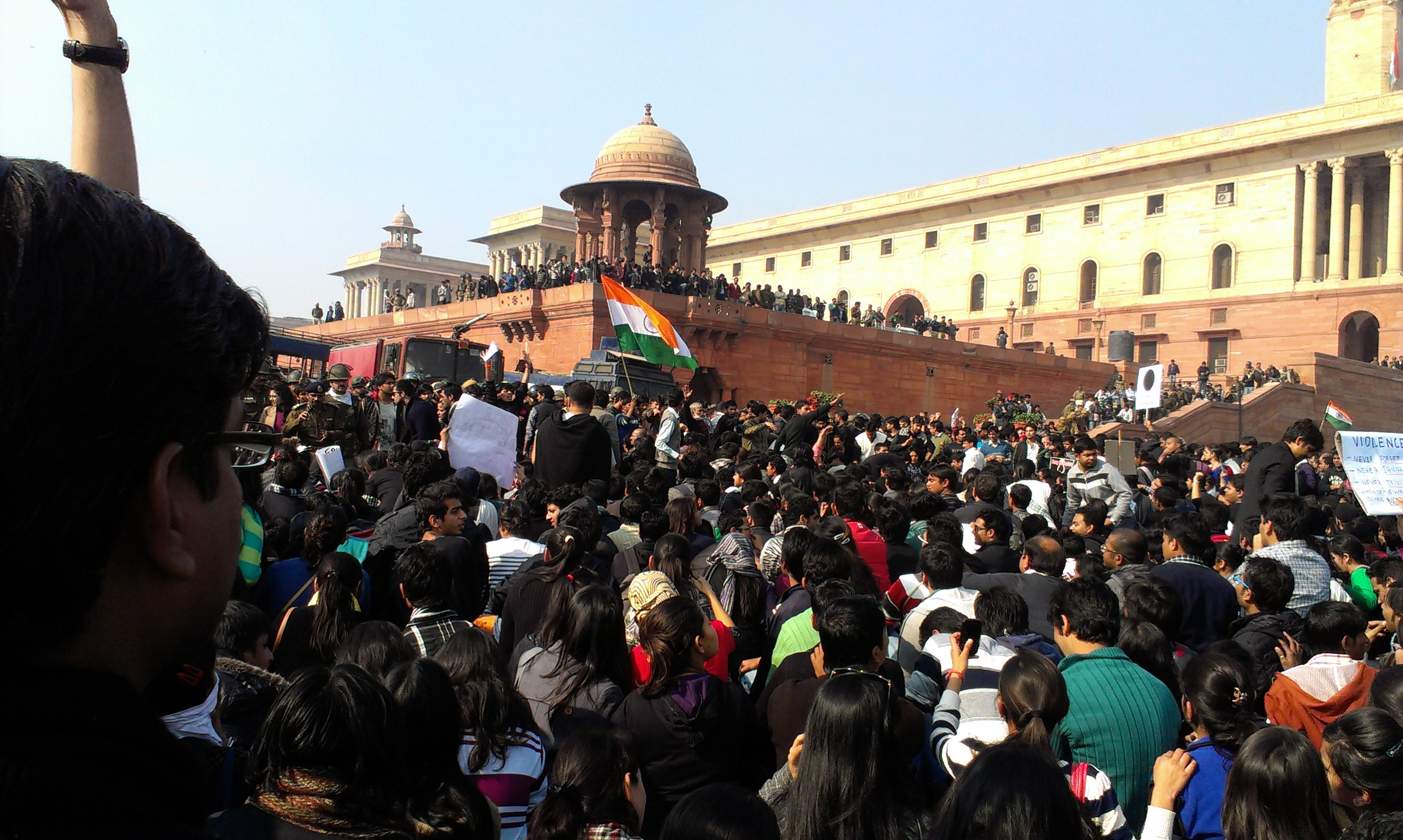
Protesten bij het regeringsgebouw in New Delhi, 22 december 2012.

Op 16 december 2012 werd in Delhi een stagiaire fysiotherapie zwaar mishandeld en in groep verkracht. Zij stierf dertien dagen later op de intensive care van een hospitaal in Singapore aan de gevolgen van hersenschade en schade aan de interne organen die het gevolg waren van de verkrachting.

## Gebeurtenissen
Het slachtoffer en een mannelijke vriend namen 's avonds na een filmbezoek een bus in Zuid-Delhi, en werden aangevallen door vijf passagiers die al in de bus zaten. Na het incident werd zij uit de bus gegooid en later door passanten naar Safdarjang Hospital gebracht. Hier onderging zij meerdere operaties en kreeg zij kunstmatige ademhaling toegediend. Op 26 december werd ze overgebracht naar Singapore, waar ze op 29 december stierf.
Op 21 december werden zes mannen, waaronder de buschauffeur, gearresteerd. De naam van het slachtoffer werd aanvankelijk niet bekendgemaakt, omdat de wetgeving in India dat niet toelaat, maar in de media werd ze Amanat genoemd, naar een bekende Indiase soapserie. Op 6 januari 2013 maakte de vader van het slachtoffer bekend dat haar naam Jyoti Singh was,  dat in een interview in 2015 met de moeder van het slachtoffer (Asha Singh), nogmaals werd bevestigd. Daarbij verklaarde ze nadrukkelijk "zich niet te schamen om het noemen van de naam van haar dochter". 
Het incident leidde zowel nationaal als internationaal tot grote verontwaardiging. In Delhi gingen mensen massaal de straat op om te protesteren, en duizenden betogers raakten slaags met de veiligheidsdiensten. Ook in de rest van het land vonden dergelijke protesten plaats.

## Nasleep
Op 20 december 2015 kwam een van de zes daders van de verkrachting vrij, hij is een man van 20 die minderjarig was op het moment van de verkrachting (de andere 5 daders werden veroordeeld tot de doodstraf). In New Delhi protesteerden meer dan honderd mensen tegen de vrijlating, onder wie de ouders van het slachtoffer. Een van de anderen pleegde in 2013 zelfmoord in zijn cel. De overige vier werden, nadat president Ram Nath Kovind hun gratieverzoek had afgewezen, op 20 maart 2020 opgehangen.